# Callionymus octostigmatus
Callionymus octostigmatus, tên thông thường là cá đàn lia tám đốm, là một loài cá biển thuộc chi Callionymus trong họ Cá đàn lia. Loài này được mô tả lần đầu tiên vào năm 1981.

## Danh pháp khoa học
Danh pháp khoa học của loài cá này, octostigmatus, trong tiếng Hy Lạp có nghĩa là "8 đốm", ám chỉ đến 8 đốm đen trên màng của vây hậu môn cá đực trưởng thành.

## Phân bố và môi trường sống
C. octostigmatus có phạm vi phân bố ở Đông Ấn Độ Dương và Tây Thái Bình Dương. Loài này được biết đến tại đảo Đài Loan, Philippines, Việt Nam, vịnh Thái Lan và biển Andaman. C. octostigmatus sống trên đáy cát, được tìm thấy ở độ sâu từ 61 đến 148 m.

## Mô tả
Chiều dài tối đa được ghi nhận ở C. octostigmatus là khoảng 15 cm. C. octostigmatus là loài dị hình giới tính: vây lưng thứ nhất của cá đực vươn cao hơn của cá mái, vây ngực và vây đuôi cá đực cũng dài hơn của cá mái, màu sắc vây lưng và vây hậu môn của hai giới cũng khác nhau. Màu sắc của tiêu bản (đã được ngâm trong rượu) có màu nâu; nửa đầu trên và thân trên có nhiều chấm trắng; nửa dưới của thân và đầu màu nâu sáng hơn. Hai bên cơ thể có 1 - 2 hàng các đốm màu nâu sẫm. Nửa cơ thể dưới của cá đực thường có các vệt sọc đứng màu vàng. Mắt màu xám đen. Vây hậu môn trong suốt ở cả hai giới, ngoại trừ cá đực trưởng thành có thêm các đốm đen. Vây đuôi có nhiều chấm màu đen (ở 1/3 phần trên đối với cá mái và toàn bộ vây đối với cá đực).
Số gai ở vây lưng: 4; Số tia vây mềm ở vây lưng: 8; Số gai ở vây hậu môn: 0; Số tia vây mềm ở vây hậu môn: 9; Số tia vây mềm ở vây ngực: 16 - 19; Số gai ở vây bụng: 1; Số tia vây mềm ở vây bụng: 5.